# Кардосо, Нери Рауль
Нери Рауль Кардосо (исп. Neri Raúl Cardozo; 8 августа 1986, Годой-Крус) — аргентинский футболист, полузащитник клуба «Венадос». Выступал за сборную Аргентины.

## Биография
В 17-летнем возрасте вошёл в состав молодёжной команды «Боки». Дебютировал за основу 16 февраля 2004 года в матче против «Химнасии» из Ла-Платы (ничья 0:0). Выиграл за 4 года с командой множество титулов, среди которых три чемпионства в Аргентине, по две победы в Южноамериканском кубке и Рекопе Южной Америки. В 2007 году стал одним из ключевых игроков «Боки», завоевавшей в блестящем стиле свой шестой в истории Кубок Либертадорес.
Нери Кардосо призывался во все возрастные категории сборной Аргентины. В 2003 году в составе «альбиселесты» он дошёл до полуфинала юношеского чемпионата мира (до 17 лет). В том же году он принял участие в молодёжном чемпионате мира (до 20 лет), где также дошёл с командой до полуфинала, а сам Нери Кардосо был признан лучшим игроком того турнира. Он был частью команы, выигравшей в 2005 году Молодёжный чемпионат мира (до 20 лет), однако пропустил финальную игру из-за дисквалификации.
В 2007 году Альфио Базиле вызвал Кардосо уже в основную сборную Аргентины. 18 апреля Нери провёл 70 минут в матче против сборной Чили, а Базиле заявил о том, что Кардосо — «большой талант и что он может быть звездой в сборной Аргентины».
3 января 2009 года Кардосо стал игроком мексиканского клуба «Чьяпас». Через год присоединился к «Монтеррею», в котором выступал до конца 2017 года, за исключением годичной аренды в сезоне 2016/17 в «Керетаро».

## Титулы
- Чемпион Аргентины (4): Апертура 2005, Клаусура 2006, Апертура 2008, 2018/19
- Обладатель Кубка Либертадорес (1): 2007
- Обладатель Южноамериканского кубка (2): 2004, 2005
- Обладатель Рекопы (2): 2005, 2006
- Победитель Лиги чемпионов КОНКАКАФ (3): 2011, 2012, 2013
- Чемпион мира среди молодёжи (1): 2005